# Services IRC
Les services IRC sont une série d'outils mis à la disposition des utilisateurs d'un réseau IRC. Ils permettent aux utilisateurs de s'authentifier et de gérer leurs salons. Ils sont aussi d'une grande aide aux administrateurs, les IrcOps, pour gérer le réseau.

## Généralités
Un certain nombre d'outils sont apparus pour lutter contre différentes nuisances sur IRC, autant du côté client (eggdrops, clients scriptés contre le spam/flood/etc) que du côté serveur. Les services IRC permettent principalement une authentification centralisée et une gestion plus fine des droits autant pour les utilisateurs d'un salon que les administrateurs du réseau.
Une fois inscrit, l'utilisateur pourra enregistrer un salon, et en devenir ainsi le propriétaire (owner). Les services ajoutent aux modes utilisateurs proposés par le serveur IRC (+o, +v) un système de niveaux et d'accès aux commandes. Le propriétaire peut ajouter n'importe quel utilisateur enregistré dans la liste d'accès du salon, c’est-à-dire la liste des utilisateurs ayant un privilège quelconque sur le salon (même celui d'être banni). Chaque commande pour un salon est accompagnée aussi du niveau minimum nécessaire pour l'utiliser, défini par le propriétaire.
Cela marche exactement pareil pour les IrcOps, le ou les responsables pouvant définir une hiérarchie adaptée à leurs besoins, et ajouter un utilisateur ou changer son niveau dans la hiérarchie sans avoir besoin d'écrire dans un fichier de configuration du serveur. Ainsi Anope divise la hiérarchie des administrateurs comme suit : Opérateur des services, Administrateur des services, Administrateur du réseau.
Cette hiérarchie dans les services est complémentaire a la hiérarchie utilisée par le serveur IRC.

## Composantes
La plupart des Services IRC utilisent des pseudo-clients dont le nom se termine par "Serv". Les quatre suivants sont pour ainsi dire toujours utilisés :
- ChanServ est le service dédié aux salons. Il sert à protéger les opérateurs du salon et les aide à le gérer. Il assure aux opérateurs qu'ils peuvent retrouver leur statut à tout instant.
- NickServ gère les comptes utilisateurs, leur permettant de s'enregistrer et de s'authentifier.
- MemoServ est un service de messagerie. Il permet de délivrer et envoyer des messages aux utilisateurs enregistrés qui ne sont pas en ligne.
- OperServ est réservé aux IrcOps pour les assister dans diverses tâches de gestion du réseau, notamment la gestion des G-lines.

D'autres services suivent cette même convention de nom, aussi retrouvons-nous souvent :
- BotServ est la représentation de ChanServ sur le salon. Il permet de taper des !commandes directement sur le salon au lieu de s'adresser à ChanServ.
- HostServ est un service de host virtuel. Il permet aux utilisateurs d'enregistrer et d'utiliser un vhost de manière à masquer leur adresse IP réelle sur IRC.
- AuthServ est une alternative à NickServ. Il permet aux utilisateurs de s'enregistrer et de s'authentifier sur un compte sans les contraindre à utiliser un seul pseudo comme NickServ. Il gère aussi les hosts virtuels.
- HelpServ est un service d'aide. Il liste les différents services robots du serveur en question. Dans le pack de services SRVX, HelpServ est un service permettant de gérer des robots permettant d'organiser une queue pour les salons de support.
- SpamServ est un service qui est présent sur certains réseaux. Il a pour tâche d'empêcher le spam, et parfois la publicité abusive sur les canaux auxquels il est enregistré.

## Logiciels de Services IRC
Il existe plusieurs logiciels qui implémentent Services IRC sur un réseau. Les plus populaires incluent Anope, srvx, Atheme, Hybserv2 (qui va de pair avec l'IRCd Hybrid IRCd), Epona, sDreams compatible seulement avec IRCDreams et IRC Services 5.
La plupart de ces services offrent de puissantes fonctionnalités, mais certains opérateurs de réseau préfèrent coder leurs propres services, ceci principalement pour des raisons de flexibilité, de personnalisation mais aussi, sur des réseaux de petite envergure, pour l'ajout de fonctions ludiques. Tous les logiciels n'incluent pas forcément les robots cités plus haut. Certains peuvent aussi les nommer différemment, ou bien leur ajouter ou retirer des fonctions. Cependant, le contexte ci-dessus est le plus courant.